# Microtyran à calotte noire
Myiornis atricapillus
Espèce
Statut de conservation UICN

 LC  : Préoccupation mineure
Le Microtyran à calotte noire (Myiornis atricapillus) est une espèce de passereaux de la famille des Tyrannidés. C'est la plus petite espèce de son territoire mais il est bien plus grand que son cousin, le Microtyran à queue courte.

## Description
Ce un petit oiseau à queue courte mesure de 6,5 cm de longueur et pèse 5,2 g. La couronne est noire, virant au gris foncé sur le reste de la tête, et contrastant avec le blanc des « lunettes ». Le reste de la face supérieure est vert-olive. La queue et les ailes sont noirâtres avec l'extrémité des plumes jaunes et deux barres alaires jaunes. La gorge et la poitrine sont blanches, les flancs sont gris et le ventre jaune pâle. Les deux sexes sont semblables, mais les femelles ont une couronne plus terne, les juvéniles ont une couronne et les parties supérieures brunes, et ont des marques sur les ailes et les parties inférieures chamois.

## Comportement
On peut le voir seul, à deux ou à plusieurs familles, chassant de petits insectes dans de petits vols rapides.

## Habitat
C'est une espèce de la canopée qui en descend  au niveau des lisières et les clairières et dans les repousses et les bois semi-ouverts.

## Nidification
La femelle construit un nid de 15 cm de diamètre avec une entrée latérale ronde, qui est suspendue à une branche mince d'un arbre entre 1 et 7 m de haut. La femelle couve les deux œufs bruns marbrés de blanc pendant 15 à 16 jours.
Son cri est un petit ttseep qui peut être confondu avec un bruit d'insecte ou de grenouille. Les groupes familiaux communiquent également par des sifflets doux et des trilles.

## Répartition géographique
Cet oiseau vit du Costa Rica au nord-ouest de l’Équateur jusqu'à une altitude de 900 m. Il est assez courant sauf dans les zones arides. Au Costa Rica et dans la plupart du Panama, il est limité à la plaine des Caraïbes et plus au sud aux régions humides du Chocó.